# Velleda murina
Velleda murina är en skalbaggsart som beskrevs av Thomson 1858. Velleda murina ingår i släktet Velleda och familjen långhorningar.
Artens utbredningsområde är Gabon. Inga underarter finns listade i Catalogue of Life.